# Mesochorus concolor
Mesochorus concolor là một loài tò vò trong họ Ichneumonidae.